# Alpe d'HuZes
Alpe d’HuZes is een sportief evenement waarbij deelnemers, alleen of in een team, geld bijeen brengen waarmee zij een bijdrage leveren aan de strijd tegen kanker. Onder het motto opgeven is geen optie beklimmen zij per fiets, rennend of wandelend op één dag zoveel mogelijk de Alpe d'Huez. 
De eerste editie vond plaats in 2006 en werd geïnitieerd door Coen van Veenendaal en Nawien Agterhorst. In deze editie nam het getal zes een belangrijke plaats in. Het vond plaats op 6-6-2006 en er waren 66 deelnemers die 6 keer de berg op en neer fietsten. Verder maakt het getal deel uit van de naam van het evenement.
De organisatie hanteert een antistrijkstokbeleid. Vanaf de eerste editie in 2006 zet Alpe d'HuZes de opgehaalde sponsorgelden volledig in op het bevorderen en ondersteunen van (wetenschappelijk) onderzoek naar kanker in alle mogelijke vormen, zodat er in de toekomst minder mensen doodgaan aan kanker.
Sinds 2006 heeft Alpe d'HuZes meer dan 183 miljoen euro aan sponsorgelden opgehaald.  In 2020 en 2021 moest het evenement worden afgelast vanwege de coronapandemie.

## Geldbesteding
Tot aan maart 2022 zijn de donaties als volgt besteed: 
€ 47.934.445	Bas Mulder Award (= Thema Ambitie)
€ 20.039.866	Unieke kansen (= Thema Nieuwe Ontwikkelingen)
€ 26.397.059	Hermannetjes
€ 19.035.776	Diagnostiek, behandeling en registratie
€ 19.584.560	Instituut overstijgende programma's
€ 12.352.177	Behandeling op maat
€  8.581.042	(Samen)leven met kanker
€  7.070.017	Revalidatie
€  5.660.789	Snel-diagnose
€  4.446.826	Voeding en kanker
€  4.520.041	Optimale en persoonlijke zorg
€  2.042.800	Understanding Life
€  2.300.000	Kanker.nl
€    218.167	Alpe d'HuKids
€ 3.436.378	Budget 2022

## Edities
- 6 juni 2006: Alpe d'HuZes editie 1
  - zes opeenvolgende beklimmingen
  - 66 deelnemers waarvan 61 zes beklimmingen hebben gehaald
  - Totaal opgehaald sponsorbedrag 370.081,98 euro.

- 7 juni 2007: Alpe d'HuZes editie 2
  - zes plus een opeenvolgende beklimmingen
  - 69 individuele deelnemers waarvan twee zes, en 63 zeven beklimmingen hebben gehaald
  - 9 estafetteteams die allemaal zeven beklimmingen hebben gehaald
  - Totaal opgehaald sponsorbedrag 1.043.155,11 euro.

- 5 juni 2008: Alpe d'HuZes editie 3
  - zes plus eventueel twee opeenvolgende beklimmingen
  - 100 individuele deelnemers
  - 54 teams
  - Totaal opgehaald sponsorbedrag 3.611.540,62 euro.

- 4 juni 2009: Alpe d'HuZes editie 4
  - zes, zeven, acht, negen opeenvolgende beklimmingen
  - 1300 wielrenners
  - Totaal opgehaald sponsorbedrag 5.864.762,42 euro.

- 3 juni 2010: Alpe d'HuZes editie 5
  - zes beklimmingen
  - Inschrijvingen van 250 teams, na 2 dagen al vol
  - Inschrijvingen van 250 individuele deelnemers, na 6 dagen vol
  - Totaal opgehaald sponsorbedrag 12.117.999,34 euro.

- 9 juni 2011: Alpe d'HuZes editie 6
  - zes beklimmingen
  - 4661 deelnemers, waarvan 3786 mannen en 875 vrouwen[7]
  - Totaal opgehaald sponsorbedrag 20.176.381,45 euro.

- 6 en 7 juni 2012: Alpe d'HuZes editie 7
  - zes beklimmingen
  - Ruim 8000 deelnemers, waarvan 3000 op 6 en 5000 op 7 juni
  - Totaal opgehaald sponsorbedrag: 32.231.747,35 euro.

- 5 en 6 juni 2013: Alpe d'HuZes editie 8
  - 7.800 deelnemers
  - Totaal opgehaald sponsorbedrag: 29.096.036,87 euro.

- 4 en 5 juni 2014: Alpe d'HuZes editie 9
  - 5350 deelnemers
  - Totaal opgehaald sponsorbedrag 13.524.967,85 euro.

- 3 en 4 juni 2015: Alpe d'HuZes editie 10
  - 4693 deelnemers
  - Totaal opgehaald sponsorbedrag 12.010.370,10 euro.

- 2 juni 2016: Alpe d'HuZes 2016 editie 11
  - 4074 deelnemers (881 hardlopers en 3193 fietsers)
  - Totaal opgehaald sponsorbedrag 10.738.427 euro.

- 1 juni 2017: Alpe d'HuZes 2017 editie 12
  - 4080 deelnemers
  - Totaal opgehaald sponsorbedrag 10.381.912,47 euro.

- 7 juni 2018: Alpe d’HuZes 2018 editie 13
  - 4543 deelnemers (3.005 fietsers en 1.538 hardlopers en wandelaars)
  - Totaal opgehaald sponsorbedrag 11.230.804 euro.

- 6 juni 2019: Alpe d’HuZes 2019 editie 14
  - 4650 deelnemers
  - Totaal opgehaald sponsorbedrag 11.885.000 euro.

- 2020 geen editie vanwege de coronapandemie
  - Totaal opgehaald sponsorbedrag 7.200.000 euro.

- 2021 geen editie vanwege de coronapandemie
  - Totaal opgehaald sponsorbedrag 1.500.000 euro.

- 2 juni 2022: Alpe d’HuZes 2022 editie 15
  - 5000 deelnemers
  - Totaal opgehaald sponsorbedrag 16.255.499 euro.

- 4 juni 2023: Alpe d’HuZes 2023 editie 16
  - 5000 deelnemers
  - Totaal opgehaald sponsorbedrag 17.022.738 euro.

- 6 juni 2024: Alpe d'HuZes 2024 editie 17
  - 5000 deelnemers
  - Totaal opgehaald sponsorbedrag 18.017.606 euro.

- 5 juni 2025: Alpe d'HuZes editie 18
  - zes beklimmingen
  - Inschrijvingen van totaal 5000 deelnemers in twee weken al vol.
  - Totaal opgehaald sponsorbedrag  19.066.018 euro.

## Alpe'd Huzes Indoor Ride
Voor mensen die niet naar Frankrijk willen gaan of hiervoor geen kaartje hebben kunnen kopen, maar toch de Alpe d'Huez willen beklimmen om geld op te halen voor KWF is er een alternatief in Nederland. In Ahoy in Rotterdam wordt op dezelfde dag de Alpe'd Huzes Indoor Ride gehouden. Dit is een spinningmarathon, waarbij ze de Alpe d'Huez op een smartbike virtueel kunnen beklimmen om zo het nodige geld op te halen. Hierbij zien zij de berg op een groot scherm, zodat het net lijkt alsof ze deze echt aan het beklimmen zijn